# Chi c'è c'è
Chi c'è c'è és una pel·lícula de comèdia italiana de 1987 escrita, dirigida i protagonitzada per Piero Natoli.

## Argument
La història gira al voltant de Mercurio, un escriptor en crisi d'inspiració que busca una llar, amb una cama enguixada. Durant el seu vagar sense rumb, Mercury coneix diversos personatges, inclosos coneguts i desconeguts, que d'alguna manera marquen el transcurs dels seus dies.
La trobada més interessant per a Mercurio resulta ser la de Chiara, una aspirant a actriu que ha d'anar a Tunísia per feina; l'home fascinat i preocupat pel seu atractiu, es planteja la idea de seguir-la, ja que s'adona que pot haver trobat la seva musa inspiradora.

## Repartiment
- Piero Natoli: Mercurio
- Luisa Maneri: Chiara
- Lorenzo Alessandri
- Carlotta Natoli
- Annie Chaplin
- Flavio Andreini
- Anita Zagaria
- Nicola Pistoia
- Paola Nazzaro